# Autoroute 416 (Ontario)
L'autoroute 416 (ou l'Autoroute commémorative des Anciens combattants) est une autoroute ontarienne desservant le sud-est de l'Ontario. Elle relie l'autoroute 401 près de Prescott à l'autoroute 417 à Ottawa.
L'autoroute 416 est de construction relativement récente, elle est construite durant les années 1990, en deux étapes et est achevée en 1999. La partie sud de l'autoroute voit le jour en 1996 à la suite de la transformation en autoroute à deux chaussées de la route 16 qui était visée par des problèmes de congestion et de sécurité. Cette dernière avait été construite dans les années 1970 comme une autoroute à une seule chaussée, elle est devenue la chaussée nord de l'autoroute 416 sur 57 kilomètres. Les 19 autres kilomètres de l'autoroute, qui sont complétés en 1999, sont situés dans un nouveau corridor, car l'alignement de la route 16 traversait des quartiers déjà développés de la ville d'Ottawa.
Le choix du tracé de l'autoroute qui allait relier Ottawa à la 401 a été très controversé. Plusieurs autres possibilités avaient été envisagées. Dans les années 1960, il avait été prévu que l'autoroute utiliserait sur la longueur le tracé de la route 16. Ce tracé n'a pas été retenu, car il aurait nécessité plusieurs expropriations et changer l'allure d'un quartier résidentiel. On avait également pensé à l'axe de la route 7 et ensuite de la route 15 jusqu'à Kingston.

## Sorties du sud vers le nord
Autoroute 416
| Municipalité          | Sortie | Intersection                                                        |
| --------------------- | ------ | ------------------------------------------------------------------- |
| Edwardsburgh-Cardinal | 1      | Autoroute 401 / Route 16                                            |
| Edwardsburgh-Cardinal | 12     | Route 21 des comtés unis de Leeds et Grenville                      |
| North Grenville       | 24     | Route 20 des comtés unis de Leeds et Grenville, Oxford Station Road |
| North Grenville       | 28     | Route 44 des comtés unis de Leeds et Grenville                      |
| North Grenville       | 34     | Route 43 des comtés unis de Leeds et Grenville                      |
| North Grenville       | 40     | Route 19 des comtés unis de Leeds et Grenville                      |
| Ottawa                | 42     | Route 13 d'Ottawa                                                   |
| Ottawa                | 49     | Route 6 d'Ottawa, Roger Stevens Drive                               |
| Ottawa                | 57     | Route 8 d'Ottawa, Bankfield Road                                    |
| Ottawa                | 66     | Route 12 d'Ottawa, Fallowfield Road                                 |
| Ottawa                | 72     | Route 32 d'Ottawa, Hunt Club Road                                   |
| Ottawa                | 75A    | Holly Acres Road/Richmond Road (Direction nord seulement)           |
| Ottawa                | 75B/C  | Autoroute 417                                                       |